# Claudine Helft
Pour les articles homonymes, voir Helft.
Claudine Helft est une poète, journaliste et critique littéraire française.

## Biographie
Issue d’une famille bourgeoise alsacienne juive, Claudine Helft a fait ses études à Paris après la Seconde Guerre mondiale. Elle a fréquenté l'Institut Lamartine et le Lycée Molière (en 1956) avant de poursuivre sa formation à l'École de journalisme de Saint-Germain-des-Prés en 1957. Après un bref passage au journal Combat, elle se consacre à la critique littéraire.
Mariée en 1960 à Léon Helft, expert en orfèvrerie française des XVIIe et XVIIIe siècles, elle participe à l’élaboration d’un ouvrage de référence sur l’orfèvrerie, Le Poinçon des provinces françaises. Depuis sa première publication, L’Entre-deux en 1975, elle a publié une douzaine de livres de poèmes, un roman Un divorce d’amour et un livre de nouvelles Avec des Si... À la suite de ses études de graphologie, elle a écrit Visages de l’écriture en collaboration avec Louise Leroux en 1985. Elle a écrit des centaines d’articles de critique littéraire, participé à de nombreux colloques nationaux et internationaux, dont Les Colloques Cerisy. Elle a été membre du comité de rédaction d’Aujourd’hui poème, journal d'information et d'actualité poétique. On lui doit aussi des adaptations de poèmes étrangers dans différentes anthologies et un livre Dieu ne ferme jamais à clef, adaptation de Lyubomir Levchev. Elle a animé pendant plus de trente ans un salon littéraire consacré à la présentation de la poésie contemporaine dédié entre autres à Marcel Bénabou, Eugène Guillevic, Alain Bosquet, Jean-Claude Renard, Pierre Dalle Nogare, Henri Meschonnic, Mohamed Dib, Ismaël Kadaré, Andrée Chedid.
Présidente du Prix Louise Labé depuis 1999, elle est jury et secrétaire du Prix Alain Bosquet. Fondatrice de l’Association des Amis d’Alain Bosquet, elle fait partie également à l’Académie Mallarmé. Sous la présidence de Jean Blot, elle fut secrétaire-adjoint du Pen Club français. Elle est membre du bureau Directeur de l’Association des écrivains combattants, du Prix Roland Dorgelès et du Prix Michel Tauriac. Médaille de Vermeil de la Ville de Paris en 1993 pour l'ensemble de son œuvre et pour son action au service de la Poésie, elle a été, en 2005, la première lauréate du Prix de La Rose d’argent, distinction qui honore une œuvre étrangère en Bulgarie.

## Œuvres

### Ouvrages
- L’Entre-deux, Paris, Éditions Saint-Germain des Près, 1975 (ISBN 978-2-307-31804-0).
- Un risque d'absolu, Paris, Éditions Saint-Germain des Près, 1976, 52 p. (ISBN 978-2-243-00282-9).
- Parhélies, Paris, Éditions Saint-Germain des Près, 1979, 64 p. (ISBN 978-2-402-39240-2).
- Métamorphoses de l’ombre, Paris, Éditions Pierre Belfond, 1985 (ISBN 978-2-714-41768-8).
- L’Infinitif du bleu, Lausanne, Suisse, Éditions L’Âge d’Homme, 1992 (ISBN 978-2-825-10312-8).
- Le Monopole de Dieu, Lausanne, Suisse, Éditions L’Âge d’Homme / Collection Contemporaine (Italique), dirigée par Claude Frochaux, 1996 (ISBN 978-2-825-10721-8).
- L’Étranger et la Rose, Paris, Éditions Le Cherche Midi. Dont 7 exemplaires de tête en grand format, enrichis d’une œuvre unique, en technique mixte de Tudor Banus, et 8 exemplaires grand format accompagnés de poèmes originaux calligraphiés par l’auteur, 2003, 105 p. (ISBN 978-2-749-10120-0).
- Poème de L'étranger et la Rose, extrait du recueil L’étranger et la Rose, suivi de Obsessionnelles, Paris, Éditions Le Cherche Midi. Dont 15 exemplaires sur vélin d’Arches : 7 exemplaires numérotés de 1 à 7 accompagnés d’une œuvre originale en technique mixte de Tudor Banus, et 8 exemplaires accompagnés de manuscrits de l’auteur, 2003, 80 p. (ISBN 978-2-749-10120-0).
- Une indécente éternité, recueil de poèmes, Paris, Éditions de La Différence / Clepsydre, 2008 (ISBN 978-2-729-11712-2), p. 93.
- Avec des si…, Paris, Éditions de La Différence, 2009 (ISBN 978-2-729-11803-7), p. 139.
- Un divorce d’amour, roman, Paris, Éditions de La Différence, 2009 (ISBN 978-2-729-11802-0), p. 126.
- La Porte ou la parenthèse de l’éternité, anthologie, Paris, Éditions du Petit Véhicule, Collection Le carré de l’imaginaire, 2012 (ISBN 978-2-371-45127-8), p. 170.
- Un ciel au bord du ravin suivi de Prose, Paris, Éditions Obsidiane, Le Manteau & La Lyre. 30 exemplaires ont été tirés à part, ornés d’une lithographie d’Alain Kleinmann), 2019 (ISBN 978-2-916-44790-2)[9].
- L'Outrage du plaisir, Paris, Éditions Obsidiane, Le Manteau & La Lyre, 2021, 80 p. (ISBN 978-2-381-46012-3).
- Après, Paris, Voix d'encre, 2025, 68 p. (ISBN 978-2-35128-227-4).

### Coauteur et éditrice ou directrice d’éditions
- Louise Leroux, Claudine Helft, Visages de l’écriture, Paris, Éditions Le Hameau, 1985, 92 p. (ISBN 978-2-720-30063-9).
- Ethique et écriture, Paris, Éditions Le Hameau, 1985, in Cahiers de l’Archipel, spécial numero 13, Poésie et Poème, p155.
- Poèmes de la bombe atomique, réunis par Alain Bosquet, Paris, Éditions Le Hameau, Collection dirigée par Claudine Helft, 1985 (ISBN 978-2-720-30999-1).
- Dominique Chastenet, Assiégée du dedans, Paris, Éditions Le Hameau, Collection dirigée par Claudine Helft, 1987.
- Emile Snyder, Méninges, suivi de Printemps 86, Paris, Éditions Le Hameau, Collection dirigée par Claudine Helft, 1988.
- Louise Labé, poèmes d’amour. Florilège, Prix Louise Labé 2006, Paris, Aumage Éditions / Éditions Hybride / Éditeur intellectuel Claudine Helft, 1988 (ISBN 978-2-915-07025-5).
- Un autre homme, hommage à Alain Bosquet, Paris, Éditions Gallimard. Claudine Helft (Editeur intellectuel), François Nourissier (Préfacier), 2006 (ISBN 978-2-070-78047-1), p. 79-85.
- Lubomir Levchev. Préface de Jean Blot. Traduction de Claudine Helft, Dieu ne ferme jamais à clé, Paris, Éditions de la Différence / Le fleuve et l’écho, 2006 (ISBN 978-2-729-11611-8).

### Revues littéraires
- Revue Incognita numéro 6 : Claudine Helft ou le Bleu de l’éphémère, éditions du Petit Véhicule, 2013[10].
- Revue Chiendents numéro 61 : Ce silence qui rougit la vérité, Éditions du Petit Véhicule, 2014.
- Revue Chiendents numéro 81 : Anthologie partielle du Prix Louise Labé, Éditions du Petit Véhicule, 2015.
- Revue Chiendents numéro 112 : Claudine Helft, Proses de poète, Éditions du Petit Véhicule, 2016.
- Galerie Or du Temps n°28[11] – Claudine Helft : La Porte ou la parenthèse pour l’éternité, Éditions du Petit Véhicule, 2016.